# Parco Sempione (singolo)
Parco Sempione è il primo singolo estratto dall'album Studentessi di Elio e le Storie Tese, composta principalmente da Faso, Elio e Christian Meyer su testo degli stessi Elio e Faso.
Giovedì 7 febbraio 2008 Parco Sempione è stato trasmesso in anteprima nazionale sulle frequenze di Radio Deejay, all'interno della trasmissione Deejay chiama Italia condotta da Linus e Nicola Savino. La canzone era già stata proposta dalla band durante il tour estivo del 2007, compresa l'esibizione all'MTV Day in Piazza Duomo a Milano.

## Il testo
Il testo, scritto in italiano ma intervallato da frasi in milanese, si presenta come lo sfogo di un frequentatore del noto Parco Sempione che non riesce a dedicarsi alla piacevole lettura di un libro in quanto disturbato da un vicino "suonatore di bonghi" che percuote il suo strumento ininterrottamente e, soprattutto, fuori tempo. Nasce quindi una discussione, nella quale ognuno reclama la propria libertà (quella di potersi dedicare alla lettura e quella di potersi esprimere con la musica), e in cui il primo personaggio minaccia di "sfondare i bonghi" al secondo, ritenendolo "fricchettone forse drogato".
A questo punto il testo diventa decisamente più serio e l'argomento della canzone si sposta, introducendo un terzo personaggio (anche se non esplicitato, si tratta dell'amministrazione della Regione Lombardia), che quasi a voler "risolvere" le scene descritte nella prima parte della canzone, preferisce "eliminarle alla radice", distruggendo il parco in cui si svolgono. È a questo punto che il gruppo denuncia la vicenda del cosiddetto "Bosco di Gioia", realmente abbattuto per lasciare spazio a nuovi edifici della Regione; nell'ultima parte del testo viene fatto riferimento alle sedicimila firme raccolte per evitare l'abbattimento e allo sciopero della fame attuato da Rocco Tanica. Alla fine l'abbattimento è avvenuto lo stesso, per di più approfittando di un periodo di vacanza (ponte del 31 dicembre 2005), quando molta gente non era presente in città per poter protestare. Il brano, che parte come una rappresentazione ironica di una situazione fastidiosa ma leggera, diventa quindi un'invettiva da parte del gruppo verso le persone che hanno voluto questo abbattimento, al punto che la canzone termina bruscamente con un pesante insulto a loro rivolto:
niente cibo per Rocco Tanica
 
ma quel bosco l'hanno rasato
 
mentre la gente era via per il ponte
Se ne sono sbattuti il cazzo
 
ora tirano su un palazzo
 
han distrutto il bosco di Gioia
 
questi grandissimi figli di troia!»
(Parco Sempione, Elio e le Storie Tese)
La versione destinata alle radio, intitolata Parco Sempione (versione Piazza del Cannone), non contiene tale finale. Tra l'altro nella copertina del CD sono rappresentate due formiche giganti, in procinto di mangiare degli escrementi, allusione alla figura di Roberto Formigoni, presidente (nel 2008) della Regione Lombardia: infatti, sia nella copertina del CD che sulla televisione inquadrata all'inizio del video, appare la scritta "c=g", lasciando intendere che, con la sostituzione della consonante, i formiconi in realtà starebbero per Formigoni.

## Videoclip
Il singolo è stato accompagnato da un videoclip realizzato dalla Shortcut Production, famosa per gli sketch surreali già visti nelle trasmissioni Mai dire... e nell'All Music Show. Tale video si presenta come una sorta di parodia di The Ring; alcuni componenti della Shortcut Production, ovvero Maccio Capatonda (Marcello Macchia) e Rupert Sciamenna (Franco Mari) compaiono come attori e la canzone viene interrotta in più punti per inserire delle brevi scenette interne.
All'inizio del video (secondi 8, 11, 19) vi sono 3 parodie di messaggi subliminali, voluti e segnalati con variazioni di audio; si tratta di alcuni fotogrammi comprensibili solo al rallentatore. Nel finale del video l'ironia del gruppo si trasforma in vera e propria satira: viene presa di mira l'introduzione dell'Ecopass e il funzionario della Regione Lombardia (interpretato da Rupert Sciamenna) viene mostrato come una sorta di burattinaio, che dal suo ufficio ordina la distruzione del parco. Il video, oltre alla canzone, presenta un'appendice finale nella quale Elio incontra il suonatore di bonghi e fa la pace con lui.
Il video fa riferimento alla versione integrale della canzone e quindi comprende l'insulto verso l'amministrazione della Regione Lombardia, nonché la coda finale presente anche nel cd, durante la quale vi è il tempo per un'ultima gag, dove Elio incontra finalmente il suonatore di bonghi.
Il videoclip ha una durata che supera abbondantemente la media dei tre-quattro minuti di cui constano quelli della maggior parte degli artisti per evitare che i loro video vengano tagliati, secondo la politica delle principali reti musicali; alcuni secondi iniziali non vengono accompagnati dalla musica trasformando il videoclip in una sorta di cortometraggio, ma nel finale si sente in sottofondo una parte di "Ladyz" canzone dei "Crooklyn Clan".
Tuttavia le reti All Music e Deejay TV, che trasmettevano il video in alta rotazione, non hanno operato alcuna censura del testo o tagli per ridurne la durata; il motivo di questa scelta è probabilmente dovuto al rapporto di collaborazione tra Elio e le Storie Tese e Radio Deejay (che, come i due canali citati, fanno parte del Gruppo Editoriale L'Espresso), nonché quella tra l'All Music e la Shortcut Production, che, oltre ad aver realizzato l'All Music Show, produce anche gli spot promozionali della rete.

## Tracce
1. Parco Sempione (versione Piazza del Cannone) – 3:41
2. Parco Sempione – 4:47

## Ospiti
- Paola Folli e Lola Feghaly: cori
- Demo Morselli: arrangiamento fiati, tromba
- Ambrogio Frigerio: trombone
- Massimo Zagonari: sassofoni e flauti